# 中華人民共和国のネット検閲
中国のネット検閲（ちゅうごくのネットけんえつ）では、中華人民共和国（中国）におけるインターネットに対する検閲（ネット検閲）について解説する。中華人民共和国法に従って60以上の条例が中国政府によって作られ、地方政府、インターネットサービスプロバイダ、インターネット企業などが検閲を実施している。
国家インターネット情報弁公室（通称「国家網信辦」、中国共産党中央サイバー安全和情報化領導小組弁公室と同一機構、国務院新聞弁公室に設置されている）が中国大陸インターネット情報コンテンツ管理、法の実行監督などを行っている。

## 概要
中国はサイバー主権を主張している。世界最大のネット人口に対して大規模な情報検閲システムを構築しており、人海戦術または、ビッグデータによる人工知能や機械学習を利用した自動検閲を行っている。システムは数百台の中国のスーパーコンピュータによって構成されているとされ、インターネットポリス（網警）やネット秘密警察（世論分析官）は10万人から200万人ともされる。インターネットフォーラムやブログ、Sohu（捜狐）やSina.com（新浪）といったポータルサイトにおいて、中国政府や中国共産党に不都合な批判が現れると、通常は数分で削除する。このサイバー警察は「網警巡査執法」という公式サイトも全国50省・直轄市のSNS（微博や微信など）に設けて、24時間体制でネット監視・パトロールを行っている。それらはウェブサイトへのアクセスを制限する。
国家安全を重視する習近平体制下の2020年代において検閲は一段と強化されており、過去には公開が容認されていた、1990年代から2000年代にかけての中国語のウェブサイトや情報が大量に削除または検索不能にされていると、日本の『産経新聞』が報じている。
アムネスティインターナショナルによれば、中国では投獄されているジャーナリストとサイバー反体制派が世界で一番多い。国境なき記者団は「世界最大のネチズン刑務所」と呼んでいる。海外のユーザーまたはそのグループとの通信、インターネット上の嘆願に署名、不正の改革の要請は軽犯罪で起訴される。ソーシャルメディアのプラットフォーム上での一見無害な発言でも迅速にかつ厳しく処罰される可能性がある。この検閲制度は情報検閲以外にも効果を発生し、自国のIT企業（BAT、BATH）を保護する非関税障壁として外国企業を排除し、市場を独占することになった（ガラパゴス化）。

## 法律根拠
中国政府がインターネットコンテンツに対して検閲方式は多様で、複数の行政レベル、部門をまたがっており、検閲は各級人民政府およびすべて関連部門からインターネットプロバイダーまでの責任とされている。 国内のウェブサイトに対する検閲は中国の様々な法律、地方行政法規で定められている。

### 法律
「インターネットセキュリティの維持に関する全国人民代表大会常務委員会の決定」（2000年12月28日公表，2009年8月27日改定）
「インターネット情報保護の強化に関する全国人民代表大会常務委員会の決定」（2012年12月28日）
「中華人民共和国サイバーセキュリティ法」（中華人民共和国網絡安全法）
2017年6月1日に施行された。この法律は、2015年6月以降数回に渡り全国人民代表大会常務委員会において審議が行われ、2016年11月の第12回全人代常務委員会第24回会議で可決されたもの。インターネットを利用したサービスの品質を中国が定めた基準に適合させると同時に、中国国内で収集し作成した個人情報と重要データを中国国内で保存すること、海外に持ち出す際は中国当局審査を受けること、インターネット・サービスが国家の安全に影響を及ぼす可能性があるときは当局の検査を受ける必要があること、などが定められた。

### 国務院、関係省令、通達
「インターネット情報サービス管理弁法」
- 互聯網上網服務営業場所管理条例
- 関於互聯網中文域名管理的通告
- 互聯網站從事登載新聞業務管理暫行規定
- 国務院弁公庁関於進一步加強互聯網上網服務営業場所管理的通知
- 中華人民共和国電信条例
- 計算機信息網絡国際聯網安全保護管理弁法

### 地方立法
2007年12月20日、広東省の第10回人民代表大会の第36回常任委員会で「広東省計算機信息系統安全保護条例（草案修改三稿）」で以下の通り規定している：
大規模な緊急事態、国家安全保障、公安、および社会的安定の危機が発生した場合、24時間以内に一時的なシャットダウン、インターネットの停止、データのバックアップなどの対策を講じることができる。

## 施策手段

### 行政手段
- 行政罰と司法訴追
- 実名制と備案制
- インターネットデータセンター（IDC）と仮想ホストの規制
- インターネット情報監視
- インターネット世論誘導

### グレート・ファイアウォール
中国においては防火長城、またはGFW（Great Firewallの略）と呼ばれている。「Great Wall」（万里の長城）と「Firewall」防火壁の意味をもじっている。
このシステムはインターネットのゲートウェイプロキシサーバとファイアウォールによりIPアドレスをブロックする。特定サイトのリクエストがきたら、システムは選択的にDNSキャッシュ・ポイズニングをかける。

### 検閲対象になるインターネットサービス
ウェブサイトの閲覧だけでなく、すべてのインターネットを利用して情報交換を可能とするサービスは検閲の対象になる。
- 検索エンジン
- 電子メールの送受信
- インスタントメッセンジャーの通信
- ウェブサイト、ブログ
- ソーシャル・ネットワーキング・サービス（SNS）
- マイクロブログ
- 電子掲示板

### 検閲対象になるウェブサイト
検閲を受けるサイトを以下に記述する。リアルタイムのブロック状況はGreatFire.orgで調べられる。
- 残虐な行為や情景またはそれに関連するアニメーション作品やドラマ、映画、天安門事件、言論の自由、民主主義、香港、台湾、マルクス主義に関連するニュースソース
  - これらのサイトにウィキペディア、ボイスオブアメリカ、Yahoo!香港、YouTubeも含まれる。
- 台湾や香港、アメリカやイギリス関連の政府、メディア、組織関連のウェブサイトもしくは宗教的サイト
- わいせつ、ポルノ、反道徳的なウェブサイト
- ダライ・ラマおよび14世に関係する、もしくは独立運動や宗教運動関連のウェブサイト
- 中華民国に関するウェブサイト
- 香港デモに関連したウェブサイト
- SNS：Facebook、Twitter など
- 動画共有サイト：YouTube、ニコニコ動画 など
- 動画配信サイト：Ustream など
- 写真共有サイト：Flickr など
- インスタントメッセンジャー：LINE、フェイスブックメッセンジャー、カカオトーク、WhatsApp など

ブロックされたウェブサイトは、サーチエンジンの検索結果に表示されないことがある。例: 百度
ニューヨークタイムズによればGoogleは中国国内から国外にアクセスできるコンピュータを設置した。そのコンピュータからアクセスできないサイトはGoogle中国のブラックリストに載せられる。ブロックが解除されたウェブサイトは再度インデックス化される。

### 検閲作動のトリガーになる対象用語
プロキシやVPNを使わない限り、検索エンジンから下記の用語を検索すると、これを中国政府機関に問題視されブラックリスト入りとなり、インターネットの利用を厳しく規制・監視される恐れがある。但し、こうした検閲作動になりうる対象用語は文脈や出来事に左右される為、以下の用語を使用したとしても検閲の対象にはならない場合もあり、一部ではその規制が既に解除されている場合もある。
- 天安門事件（例えば四五天安門事件、六四天安門事件）。隠語である「64」「89」「535」（5月35日すなわち6月4日）も自動検出される。
- 劉暁波
- 反共産主義について
- 民主政治や民主主義について
- 台湾問題 （例えば台湾独立、中華民国総統選挙、二つの中国）
- チベット問題（例えばチベット独立、チベット動乱、ダライ・ラマ）
- 密輸について（走私）
- 公金の使用の問題について
- 多党制
- 専制
- 人身売買に関する方法について
- 麻薬の名称
- 激流中国（NHKスペシャルのシリーズ名）
- 中華人民共和国の歴史問題 （大躍進、毛沢東）
- ポルノグラフィ（色情）
- 六合彩、ギャンブル（賭博）
- 茉莉花、茉莉花革命（ジャスミン革命、中国ジャスミン革命の事）
- パナマ文書
- 習近平総書記関連
  - （漫画『ドラえもん』の）ジャイアン[29]
  - くまのプーさん（维尼熊）
  - 袁世凱
- 金正恩総書記関連
  - デブの金3世（金三胖）[30]

### グレート・キャノン
グレート・ファイアウォールに続くグレート・キャノンと呼ばれる新しいネット検閲システムの存在も報道されており、これはIPアドレスに対する通信を乗っ取るものと報じられている。

### 北京五輪アプリ（My2022,冬奥通）
- 2021年１月、カナダ・トロント大学の研究機関en:Citizen Labにより、北京大会組織委員会が2022年北京オリンピック 参加選手の健康状態を管理するために外国人選手にインストールを求めた中国製アプリ「MY2022」（冬奥通）には、2442件にものぼる検閲ワード・リストが搭載されていることが判明した[33]。

➡Citizen Labが解析したリスト（2442件）

## 実例

### ネット検閲に対する行政訴訟
中華人民共和国の法律によると、民事訴訟は被告と直接の利害関係を持つ場合のみ受理される、行政訴訟は具体の行政行為に対してのみ訴訟を起こすことができる。 現在、ネット検閲に関連する訴訟では、被告のほとんどが通信事業者であり、GFWまたは関連する管理部門に対する直接的な訴訟は無い。
- 2007年4月28日、杜冬勁：ブロードバンドユーザーとして、サービス契約に違反したとして中国聯通を訴え、彼のWebサイト（realcix.com）にアクセスできなかった理由の説明を求めた。 2008年4月、最終的に一審と再審両方で敗訴した。 第一審の上海浦東人民法院は、ウェブサイトへのアクセス不能はブロードバンドサービスに欠陥があることを証明しなかったとし訴訟を退けた。 第二暫定上海市人民法院は、第一審の判決を支持した。
- 2008年6月、弁護士の劉曉原は彼のブログ投稿をブロックしたとし、Sohuを訴えたが、裁判所に受理拒否された。
- 上記のケースに基づいて、2008年6月に消費者の権利を守るの名でに中国聯通および中国網通に対する集団訴訟を起こす試みで、一部のボランティアがインターネット上で原告を集め始めた。
- 2008年、胡星斗：違法コンテンツがあったを理由として彼のウェブサイトのサービスを遮断したことでインターネットサービスプロバイダーを訴え、最終的に勝訴した。
- 2014年9月4日、汪龍：深圳の裁判所でGoogleをブロックしたことを中国聯通を訴えた。

### ネット言論による投獄された市民

#### 2001年以前
- 林海：1998年に逮捕、「扇動他人転覆国家」として懲役2年を言い渡された。
- 黃琦：2000年6月3日に逮捕、懲役5年を言い渡された。
- 蔣世華：2000年8月16日に「危害国家安全罪」で逮捕され、同年12月「転覆国家政権罪」として懲役2年を言い渡された。
- 綦彥臣：2000年9月に転覆国家政権罪で有罪判決を受け、懲役4年を言い渡された。

#### 2006年
- 高智晟：秘密逮捕で「扇動転覆国家政権罪」判決、懲役3年。

#### 2007年
- 胡佳：12月28日に北京市公安局国內安全保衛総隊による「転覆国家政権罪」の疑いで逮捕。

#### 2009年
- 劉暁波：「転覆国家政権罪」の疑いで逮捕、2010年に懲役11年の刑が確定された。

#### 2011年
- 任建宇：SNSで政治マンガをシェアしたことなどで「扇動転覆国家政権罪」で労働教養2年を処された。

#### 2014年
- イリハム・トフティ：ウイグル族学者、ウェブサイト「維吾爾在線」を設立したことから分裂国家罪で起訴され、無期懲役の判決が言い渡された。

### GFW回避サービスを提供または使用による投獄された市民

#### サービス提供
- 2016年8月24日、東莞市民の鄧傑威が、ネットでGFW回避のためのShadowsocksサービス「飛越SS」「影梭雲」を販売したとして、公安による逮捕された、東莞市人民検察院が「提供侵入、非法控制計算機信息系統程序、工具罪」(計算機システムを不法侵入やコントロールするためのツールを提供罪)犯したとし、東莞市第一人民法院に訴訟を起こした、第一審で有期徒刑9ヶ月を言い渡された。
- 2017年9月、南京市某インターネット企業でソフトウェア開発を従事する趙某、他人にGFW回避サービスを販売したとし、南京市浦口区警察が「中華人民共和國網絡安全法」により行政拘留3日、違法所得計1,080元を没収するの処罰を受けた。
- 2017年10月、江蘇省無錫市新吳警察が包某等3人のGFW回避サービス「雲梯VPN」製造販売チームメンバーを逮捕し、同時に「雲梯VPN」のすべてサーバーを停止にした。
- 2019年10月31日、浙江省杭州市拱墅区検察院が「提供侵入、非法控制計算機信息系統程序、工具罪」を犯したとし、朱某の逮捕を命令した。検察側が朱某は易創（濟寧）網絡科技有限責任公司法人の代表として2019年4月から9月の間、劉某等と共同運営していた「全球服務商貿」「遊戲淘卡聯盟」等タオバオ店鋪で、海外レンタルサーバーを利用してVPNを構築して、VPNサービスを販売する形で、GFW回避手段を提供した、計2.9万人にGFW回避サービス提供4万回以上、約120万元の利益を取得したなど訴えた。

#### サービス使用
GFW回避ツールとサービスの提供以外で、GFW回避自体に罰則が科せられる場合がある。例：
- 2019年1月4日、広東省南雄市公安局が「韶雄公(網)行罰決字 [2019]1号」文書を公開した。ネット上で拡散されていた「行政処罰決定書」によると、朱雲楓が2018年8月から12月の間で、自分のスマホに藍灯（英語：Lantern Pro）のGFW回避アプリをインストール、自宅のインターネット回線を使ってGFWブロック対象サイトを閲覧、最近一週間で487回ログインしたため、「擅自建立、使用非法定信道進行國際聯網」（国際インターネットネット接続のための違法チャネルの不正な確立と使用）として警告と1000元の罰金を処された。

## 企業の自己検閲

### サーチエンジン
ブロックの一つに、中国のサーチエンジンでの特定の言葉の検索結果に対するフィルタリングがある。
中国国内サーチエンジン（例: 百度）と外国のサーチエンジン（Yahoo!、Google等）の両方がフィルタリングされている。中国版のサーチエンジンで検閲を受けている言葉を検索すると、他の地域版に比べて少ない結果が返ってくる。加えて厳しく検閲されている検索ワードは金盾によって遮断され数分間復旧しない。HTTPとPOPの接続はこの影響を受ける。サーチエンジンが検閲を受ける前は多くのサーチエンジンはブロックされていた（例: GoogleやAltaVista、Technoratiなど）。

### 現代
2004年からSMTH BBSとYTHTBBSを含む、いくつかの大学の掲示板は一般からのアクセスが制限または切断されている。

### 地方企業
西側陣営に国外サイトへのブロッキングは注目されるが、それは中国のインターネット検閲の一部である。政府は、中国本土の事業者のコンテンツへの検閲も行う。ISP（インターネットサービスプロバイダ）やその他の事業者は顧客の違法行為が発覚するのを恐れ、顧客の行動を制限している。事業者は顧客のコンテンツによる名誉毀損や他の不法行為に対して法的に責任を負う。
政府は全てのインターネットチャットとフォーラムを監視する設備をもたない。しかし、取り締まりを恐れ、インターネットコンテンツプロバイダーは口語で「大媽」「ビッグ・ママ」(en:big mama) と呼ばれるスタッフを雇用し、政治的に微妙なフォーラムのコンテンツを削除している。深圳（シンセン）では、それらの職務を啓発する警察のマスコットキャラクター「警警と察察」en:Jingjing and Chacha) がある。
しかしながらインターネットコンテンツプロバイダは記事を削除しないことがある。政治的に微妙なものが投稿されたとき、政府が批判したときだけそれを削除する。削除される前に、その情報は既に公になっている。有名な例として2001年の学校爆破事件において、地方の役人はその爆発の原因が、子供が違法に製造した花火によるものであるという事実を隠そうとした。役人がその記事をインターネットから削除したときにはそのニュースは既に広く拡散していた。
インターネットコンテンツプロバイダは検閲されたフォーラムのコメントを空白に置き換えることが多い。これはコメントが当局に批判的だったことを予測させ、書き込まれていたであろう批判を予測させる材料となる。

### 国際企業
外国企業が中国政府のネット検閲の手助けに加担するべきか否かという議論がある。言論の自由や報道の自由を制限することも含めた検閲によって、利益を上げることが間違ったことだと主張がある。しかし一方でアメリカ合衆国のIT企業シスコシステムズなどによるIT関連の設備は、標準的なインターネットのインフラであると主張するものもいる。中国政府は西側企業なしでも標準的な機器を使って独自にインターネット網を整備することが可能である。対照的に、ヒューマン・ライツ・ウォッチのような人権活動家団体や国境なき記者団のようなマスコミのグループは中国政府の検閲に加担することを止めることで中国の状況を変えることができると主張している。
Yahoo!やAOL、Google、Skypeといった、中国の市場で中国国内のコンテンツを有している海外の検索エンジンやインターネットサービスを運営する企業もまた同様のジレンマを抱えている。マイクロソフトは、インターネットサービスの提供を継続することが中国人にとってより有益であるとの判断により、中国政府の法律に合わせて、自社のブログサービスであるMSN Spacesのコンテンツを検閲することを始めたこれによりミハエル・アンティのMSN Spaces上にあるブログはマイクロソフトにより削除された。そしてミハエル・アンティは、MSN Spacesのサービスが継続できなくなることより賢明なことであるとマイクロソフト側と合意した。
FreenetやPeek-a-Bootyのような検閲を妨げるソフトウェアを用いたサービスも使用が禁止されている。Freenetプロジェクトを公開しているSourceForge.netなど、その他数多くのオープンソースを開示しているサイトもブロックされる。

## 最近の動き
2003年、インターネットで活動している人やジャーナリストがオンラインで蜂起し、収容移送手続きの放棄を強制し、全国人民代表大会常務委員会の憲法委員会の設立を要求した。
2003年7月11日中国政府はインターネットカフェのチェーン店の開店を認可した。その認可は3つの中国文化省が提携しているものを含め、10の商店に付与された。中国オーディオビジュアル出版社は50,000のカフェを40の町に3年で建てる予定である。他には中国文化遺産情報センター、中国国営図書館、政治的に強力な中央委員会の中国共産主義青年団の系列である中国ユースネットなどの事業者がある。残りの6つの事業者である、チャイナ・ユニコムやGreat Wall Broadband Network Service Co Ltdの親である中国聯合通信有限公司はRead Investment Holdings Co.,に所属している。このテクノロジーコングロマリットは1988年に設立され、歳入は100億元である。ビジネスアナリストや外国のインターネット事業者は、この許可は中国政府に害を与える情報を取り締まることを目的としているとみている。
2005年夏、中国政府が米シスコシステムズからルータ200個を購入。これによりさらなる検閲能力の向上が行われた。
2005年10月18日、中国政府はウィキペディアへのアクセスブロックを再開した。当時、大部分の中国大陸から検閲に関する記事に接続しにくい状態だった。
2006年2月14日、上級中国共産党当局の前任者らは、インターネットに対する厳しい検閲は中国の政変の災いの種をまいているかもしれないとを批評した。次の日、政府スポークスマンは検閲のルールは外国と同じで、オンラインコンテンツを書いているだけでは逮捕されないと答えた。
2006年6月、Googleは中国に装置を設置するために検閲に対し譲歩し、中国政府が違法と認めたウェブサイトをブロックした。TIMEによるとGoogleは抵抗したが、難しい状況で最終的に地域法に従った。
2006年3月8日、2つの有名な中国人のブログが、西側諸国のメディアは検閲を誤解しているとして自身によって一時的に閉鎖された。国境なき記者団、BBC、ロイターそしてボイスオブアメリカは、当局の圧力により閉鎖されたと報じた。
2006年4月、マイクロソフト社の運営するWebメールサービス「HotMail」に中国からの接続がしづらくなった。マイクロソフトは技術的問題が原因だとしたが、多くのメディアはインターネットの検閲が関連しているのではないかと報じた。
2006年4月まで、多くの大手メールプロバイダへのPOPアクセスがしづらくなった（POP-over-SSLは除く）。また、4月の最終週に、Googleと多くのそのサービスにアクセスできなくなった。
2006年7月、ケンブリッジ大学の研究員が、TCPリセットパケットを無視するとファイアウォールの影響を避けられると発表した。
2006年8月7日、中国の数人のウィキペディアンがいくつかのプロキシツールを使ってもウィキペディアにアクセスできないことを発見した。アメリカと韓国のウィキペディアプロキシーサービスはGreat Firewallによって遮断されている。中国にいるユーザがウィキペディア（全言語）、ウィキメディア財団、ウィキマニア2006とChinese Wikimedia Conference 2006のアドレスに接続しようとをした場合、"接続できません"というエラーが起きる。中国のウィキペディアンの中には“Wikipedia-maniac”いうタイトルのインデックスページにつながると信じている人もいる。これは8月6日の“Beijing News”（新京報）に現れた。
2006年9月27日、今までブロックされていたBloggerのブログに中国内からアクセスできるようになった。
2006年10月10日、中国側がブロックしていると明らかにしている英語版ウィキペディアが中国からプロキシなしでアクセスできるようになった。中国テレコムのユーザは、台湾に関する部分を含むウィキペディアの多くの部分はアクセスできるが、他の政治的に敏感な問題を含むページはアクセスできないと報告している。この記事の英語版en:Internet censorship in the People's Republic of Chinaは2006年10月26日時点で北京からアクセス可能であった。中国政府は当時、英語版ウィキペディアへのアクセスを許可すると決定したが、中国のいくつかの地域ではアクセスできなかった。
2011年1月、チュニジアの政府退陣要求運動に触発され、インターネットを利用した反政府運動の市民への呼びかけからエジプト騒乱が起こると、中国ではエジプトを示す中国語「埃及」の2文字が、新浪と捜狐で検閲の対象になったと台湾メディアにより報じられた。
2020年からGoogle、Twitter、Facebookといったビッグテックは検閲を強化し、社会問題となっている。
中国の一般人はTwitterを利用できないが、外交官や国営のメディアなどは対外宣伝のために利用している。

## 反響

### 性的サイトの自由化
性的な話題を扱うブログは2004年の始まり頃に始まった。ハンドルネームMuzi Mei（木子美）やZhuying Qingtong（竹影青瞳）らが彼女らのセックスライフをオンライン日記に書き、ちょっとした有名人となった。このことは報道され中国大陸のニュースメディアで非難されたが、取り締まりはまだされていない。またこのサイトにはヌード写真も掲載されている。ダンサーのTang Jialiの自己出版の本を含む半裸やトップレスの女性を描いた新聞や雑誌に対して、どのような規制がなされるのか注目された。検閲は性的なものより政治的なものに実施された。デートサイトやアダルトチャットサイトが中国でブロックされていない。
2005年にThe Registerは20,000人の中国人が定期的に裸でチャットをしていると報告している。

### 企業責任
2005年11月7日、210億ドルを超える資産Money's Nice, but Freedom's Nicerになるアメリカ、ヨーロッパ、そしてオーストラリアを代表する26の会社の投資家と研究者は協調して表現の自由を保護して、中国のように人権を侵害する国に協力する会社を批判すると誓約した。2005年12月21日国際連合で、欧州安全保障協力機構と米州機構はインターネット会社に“共に働き…公にインターネット利用を制限したり、制御する試みに抵抗する”と特命した。

### 回避への努力
ファイアウォールは情報の流れを防ぐためには効果的でなく、ファイアウォールの外のプロキシサーバを利用することにより、突破できる。VPNと中国の外へのSSH接続は遮断されていない。Great Firewallの検閲と監視を回避することは、これら中国大陸の外への安全な接続方法を知っている人には比較的簡単である。
Torウェブサイトはブロックされている。Torソフトウェアを入手すれば、検閲を回避するために有効なツールである。Torはエントリーノードのパブリックリストを保持しており、当局はそれをブロックできる。Tor FAQ 6.4と7.9セクションによればTorは中国当局によるタイミング解析に弱く、匿名性の喪失を許してしまう。それゆえ現在のところ、Torは無検閲の通信を実現しているが、その結果に対する保障はない。
Torにさらに加えて、様々なHTTP/HTTPSトンネルサービスがあり、それらはTorと同じように働く。それらの一つは、Your Freedom中国から使用することを承認されており、伝送のための暗号化機能を提供している。
ブロックされたサイトを見るためにGoogleのキャッシュ機能を使うことは一般的であった。しかしながらこれはいくつかのレベルでブロックされ、不安定である。現在のところ、そのブロックはほとんどファイアウォールの外のプロキシを利用することで回避できる。いくつかの有名なプロキシサーバはブロックされている。
中国がGoogleをブロックした後、GoogleのミラーサイトelgooGを利用している中国人もいた。elgooGが中国のGreat Firewallを残った理由は、Great Firewallのオペレータがグーグルの完全な機能を備えていないと考えたからと信じられている。
法輪功のウェブサイトは一般的に中国本土からアクセスしにくい。中国本土の人々が検閲に検出されずにインターネット・エクスプローラーを通してアクセスするために、法輪功はUltraReach Internet Corpという会社を設立し、UltraSurfというソフトウェアを開発した。
他に使われているテクニックとしてFreenetやTriangleBoyがあり、P2P分散データストアでは匿名での情報の送受信を行える。
ただし、中国当局も厳しい摘発と検閲回避対策技術の開発を行っており、有名なVPNサービスやTorブリッジは既に接続がブロックされている場合もある。

### 他国への影響
国境なき記者団によればキューバ、ジンバブエ、ベラルーシなど海外にも中国はネット検閲技術を輸出しているとされ、フリーダム・ハウスによればアジアや中東、アフリカなどの権威主義的な国家にも輸出されている。
2016年4月にはロシアで中国に倣ってネット検閲を導入すべきとする論文を治安機関トップであるロシア連邦捜査委員会のアレクサンドル・バストルイキン委員長が主張して注目を浴び、「インターネットの皇帝」（中国語: 網絡沙皇）と呼ばれた魯煒や「グレート・ファイアウォールの父」と呼ばれる方浜興らはロシアに招かれて度々訪露してネット規制を担当するロスコムナドゾル（ロシア連邦通信監督庁）のアレクサンドル・ジャロフ長官やネット検閲論者で有名なコンスタンチン・マロフェーエフらから技術協力を要請されており、同年6月に訪中したロシアのウラジーミル・プーチン大統領は中国の習近平国家主席（党総書記）とインターネット主権の確立に向けたサイバー面の協力を掲げた中露共同声明に署名した。2019年4月にロシア連邦議会で可決されたインターネット規制法案ではトラフィックを検閲する中国の方法を踏襲した。2023年にロシアのネット検閲技術に中国政府が協力していることを示す非公開の文書や録音の記録が報じられた。

## クラウド特区
2011年6月現在、「クラウド特区」と呼ばれる中華圏最大になる予定のクラウド・データセンターが建造中である。運用が開始されると、中国国内で唯一ネット検閲がない地域となる。ただし特区から海外の回線に直結はするものの、中国国内へのアクセスは遮断される予定。場所は、重慶市江津区の双福新区。
- 北緯29度24分40.9秒 東経106度15分58.4秒 / 北緯29.411361度 東経106.266222度

### 公式サイト
- 中国のサイバーポリス(网络违法犯罪举报网站) (中国語)

### ニュース報告
- "Internet Control"を検索(China Digital Times) (英語)
- FRONTLINE: the tank man: the struggle to control information (英語、2006.4、公共放送サービス(PBS))
- China Internet Explainer (英語、2006.3 CNN、ウェブアーカイブ)
- The Development and the State Control of the Chinese Internet by Xiao Qiang, Director, China Internet Project, The Graduate School of Journalism, カリフォルニア大学バークレー校, 2005.4 英語
- Communist Internet Censorship an "Internationally Common Practice"? Liu Xiaobo,The Epoch Times 2006.2 英語
- Blogging on 中国からのブログ報告, Ian Williams, 英国チャンネル4, 2006.3 英語,ウェブアーカイブ
- Behind China's internet Red Firewall BBC, 2002.9 英語
- China's Internet Censorship AP通信,CBSニュース, 2002.12? 英語
- People's Republic of China: State control of the Internet アムネスティ・インターナショナル, 2002.2
- Cherry, Steven (2005). "The Net Effect: As China's Internet gets a much-needed makeover, will the new network promote freedom or curtail it?". IEEE Spectrum Online (2005.6) 英語.
- Tao, Wenzhao (2001). "Censorship and protest: The regulation of BBS in China People Daily". First Monday, v.6, n.1 (2001.1).
- Walton, Greg. China's Golden Shield. International Centre for Human Rights and Democratic Development, 2001.
- Tsui, Lokman (2001). "Big Mama is Watching You: Internet Control by the Chinese government". Unpublished MA thesis, University of Leiden.
- Sinclair, Greg. The Internet In China: Information Revolution or Authoritarian Solution? MS Word版・PDF版 (PDF)
- Internet Filtering in China in 2004-2005: A Country Study, from the OpenNet Initiative (Also available as an Adobe PDF file here).
- CHINA: Government blocks religious websites Forum 18 News, 21 July 2004
- The Click That Broke a Government's Grip The Washington Post, 19 February 2006
- Clayton, Murdoch, and Watson (2006). "Ignoring the Great Firewall of China". Privacy Enhancing Technologies Workshop, Cambridge, UK. To appear in workshop proceedings.
- The Internet "black holes" - China Reporters sans frontières - Internet press releases from 2002 to 2007

### 分析
- greatfirewallofchina.org - test any website and see real-time if it's censored in China
- WebSitePulse.com - Website Test behind the Great Firewall of China
- Google Censorship Viewer: US vs. China
- Translation of the Filtered Key Words in Chinese Cyberspace 24 June 2005

### プロジェクトとキャンペーン
- The OpenNet Initiative
- irrepressible.info - Amnesty International's campaign against internet repression